# العلاقات الأردنية الفانواتية
العلاقات الأردنية الفانواتية هي العلاقات الثنائية التي تجمع بين الأردن وفانواتو.

## مقارنة بين البلدين
هذه مقارنة عامة ومرجعية للدولتين:
| وجه المقارنة                                              | الأردن                   | فانواتو                                  |
| --------------------------------------------------------- | ------------------------ | ---------------------------------------- |
| المساحة (كم2)                                             | 89.34 ألف                | 12.19 ألف                                |
| عدد السكان (نسمة)                                         | 9.81 مليون               | 276.24 ألف                               |
| الكثافة السكانية (ن./كم²)                                 | 109.81                   | 22.66                                    |
| العاصمة                                                   | عمان                     | بورت فيلا                                |
| اللغة الرسمية                                             | اللغة العربية            | اللغة البسلاما، لغة فرنسية، لغة إنجليزية |
| العملة                                                    | دينار أردني              | فاتو فانواتي                             |
| الناتج المحلي الإجمالي (بليون دولار)                      | 40.07 مليار              | 862.88 مليون                             |
| الناتج المحلي الإجمالي (تعادل القوة الشرائية) بليون دولار | 82.80 مليار              | 790.76 مليون                             |
| الناتج المحلي الإجمالي الاسمي للفرد دولار أمريكي          | 4.94 ألف                 | 2.81 ألف                                 |
| الناتج المحلي الإجمالي للفرد دولار أمريكي                 | 12.05 ألف                | 3.03 ألف                                 |
| مؤشر التنمية البشرية                                      | 0.748                    | 0.594                                    |
| رمز المكالمات الدولي                                      | +962                     | +678                                     |
| رمز الإنترنت                                              | .jo                      | .vu                                      |
| المنطقة الزمنية                                           | ت ع م+02:00، ت ع م+03:00 | ت ع م+11:00                              |

## منظمات دولية مشتركة
يشترك البلدان في عضوية مجموعة من المنظمات الدولية، منها:
| علم المنظمة | اسم المنظمة                        | تاريخ انضمام الأردن | تاريخ انضمام فانواتو |
| ----------- | ---------------------------------- | ------------------- | -------------------- |
|             | يونسكو                             | 14 يونيو 1950       | 10 فبراير 1994       |
|             | مؤسسة التمويل الدولية              | 20 يوليو 1956       | 28 سبتمبر 1981       |
|             | منظمة حظر الأسلحة الكيميائية       | ?                   | ?                    |
|             | مؤسسة التنمية الدولية              | 4 أكتوبر 1960       | 28 سبتمبر 1981       |
|             | منظمة التجارة العالمية             | ?                   | ?                    |
|             | وكالة ضمان الاستثمار متعدد الأطراف | 12 أبريل 1988       | 27 يوليو 1988        |
|             | الاتحاد البريدي العالمي            | ?                   | ?                    |
|             | الاتحاد الدولي للاتصالات           | 20 مايو 1947        | 30 مارس 1988         |
|             | الأمم المتحدة                      | 14 ديسمبر 1955      | 15 سبتمبر 1981       |
|             | البنك الدولي للإنشاء والتعمير      | 29 أغسطس 1952       | 28 سبتمبر 1981       |

## وصلات خارجية
- موقع وزارة الخارجية الأردنية